# 真夏のストレート/天国うまれ
「真夏のストレート/天国うまれ」（まなつのストレート/てんごくうまれ）は、2006年7月5日にHAPPY SONG RECORDSから発売された甲本ヒロトのソロ・デビュー・シングル。

## 概要
ほぼ全てのパートを甲本自らが担当。「天国うまれ」には、ギターとコーラスで真島昌利が参加。

## パッケージ
初回生産限定盤には「真夏のストレート」「天国うまれ」のミュージック・ビデオを収録したDVDが付いており、紙ジャケット仕様となっている。

## 収録曲
作詞・作曲・編曲：甲本ヒロト
1. 真夏のストレート
2. 天国うまれ
映画『THE 有頂天ホテル』の挿入曲。
映画内では香取慎吾が歌唱。
歌詞には小説『ドン・キホーテ』のキャラ名が登場する。